# Carlos Felipe Morales

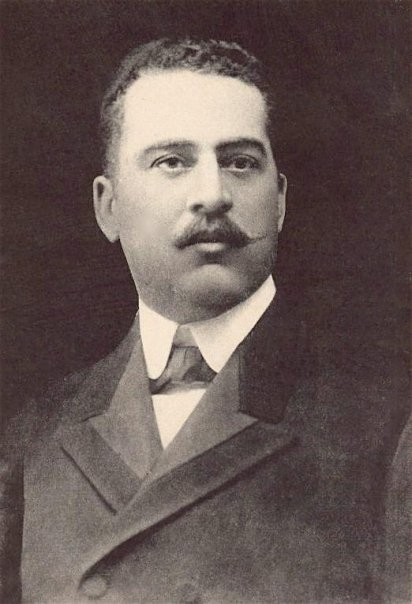
Carlos Felipe Morales Languasco

Carlos Felipe Morales Languasco (* 23. August 1868 in Puerto Plata; † 1. März 1914 in Paris) war ein dominikanischer Politiker und Präsident der Dominikanischen Republik.

## Biografie
Morales absolvierte zunächst ein Priesterseminar, nach dessen Besuch seine Ordination zum Priester erfolgte, ehe er eine militärische Ausbildung zum Offizier abschloss. Im Laufe seiner militärischen Laufbahn stieg er zum General auf und wurde 1902 zum Gouverneur der Provinz Puerto Plata ernannt.
Am 24. Oktober 1903 wurde er als Nachfolger des früheren Präsidenten Juan Isidro Jiménez Anführer der sogenannten „Revolution der Unionista“. Dabei handelte es sich um ein Zweckbündnis der rivalisierenden Anhänger von Jiménez (Jiminista) und die des ehemaligen Präsidenten Horacio Vásquez (Horacista), das den im März 1903 durch einen Staatsstreich an die Macht gekommenen Alejandro Woss y Gil stürzen wollte, der ein Anhänger des 1899 gestürzten Diktators Ulises „Lilís“ Heureaux und des von diesem begründeten „Lilísismo“ war. Ein Monat nachdem er Präsident der Gegenregierung wurde, kam es am 24. November 1903 zur Absetzung von Woss y Gil und schließlich am 6. Dezember 1903 zur Vereidigung von Morales zum Präsidenten der Dominikanischen Republik.
Nach einigen Gefechten mit gegnerischen Einheiten kam es im Juni 1904 zur Durchführung von Präsidentschaftswahlen mit Unterstützung der USA, die insbesondere die Übernahme der für profitablen Zölle anstrebte. Aus diesen Wahlen ging er als klarer Sieger hervor und erreichte 413 von 428 Wahlmännerstimmen, während sich die übrigen Wahlmännerstimmen auf mehrere andere Kandidaten verteilten. Zum Vizepräsidenten wurde Ramón Cáceres gewählt, ein Cousin von Horacio Vásquez, der nicht nur Heureaux erschossen, sondern in einem Putsch im Mai 1902 Jiménez gestürzt hatte. Vizepräsident Cáceres, der Führer der Anhänger von Vásquez, wendete sich jedoch bald ebenso gegen den gewählten Präsidenten Morales wie ein anderer Caudillo, General Desiderio Arias. Die Kämpfe zwischen den drei Lagern dauerten mehrere Monate an und führten zunächst zur Flucht des Präsidenten in die dominikanischen Berge und zu Gefechten zwischen loyalen Anhängern von Morales mit Regierungstruppen unter Cáceres. Schließlich ernannte Morales’ eigenes Kabinett Vizepräsident Cáceres am 12. Januar 1906 zu dessen Nachfolger als Präsident.
Morales begab sich daraufhin ins Exil nach Paris. Ein Jahr später kam es durch Cáceres dennoch zur Abtretung der Zolleinnahmen an die USA. 1912 kehrte er aus dem Exil zurück, um eine Revolte zum Sturz von Präsident Eladio Victoria anzuführen. Nach dessen Sturz wurde er im Dezember 1912 von Victorias Nachfolger Erzbischof Adolfo Alejandro Nouel zum Sondergesandten in Europa ernannt.